# United States Information Agency
La United States Information Agency (USIA) è stata un'agenzia governativa degli Stati Uniti d'America dedicata alla pratica di pubblica diplomazia, che fu operativa dal 1953 al 1999. Nel 1999, prima della riorganizzazione delle agenzie di intelligence effettuata dal Presidente George W. Bush, Bill Clinton assegnò le funzioni di scambi culturali e non più quelle di intelligence, al nuovo Sottosegretariato di Stato per la diplomazia e gli affari pubblici presso il Dipartimento di Stato. Le funzioni di diffusione dell'USIA furono spostate presso il Broadcasting Board of Governors, di nuova creazione. L'agenzia era prima nota oltre oceano come United States Information Service (USIS), operante in tutto il mondo, indipendente dalle Ambasciate U.S.A. Fin dall'unione dell'USIA con il Dipartimento di Stato, le sezioni di pubblica diplomazia e affari pubblici presso le missioni U.S.A. si sono occupate di questa attività.
L'ex direttore USIA del Servizio Film e TV, Alvin Snyder, ha citato nelle sue memorie del 1995 che: "il governo degli U.S.A. ha gestito un'organizzazione di pubbliche relazioni a pieno servizio, la più ampia nel mondo, di dimensioni circa uguali a quelle delle venti maggiori aziende commerciali U.S.A. di PR messe insieme. 
Il suo staff professionale a tempo pieno di oltre 10 000 persone, che era sparso in circa 150 paesi, migliorò l'immagine dell'America e svilì quella dell'Unione Sovietica per 2500 ore la settimana con una "torre di Babele" di oltre 70 lingue, spendendo per questo oltre 3 miliardi di dollari l'anno". L'USIA fu "il braccio maggiore di questa macchina di propaganda".

## Missione

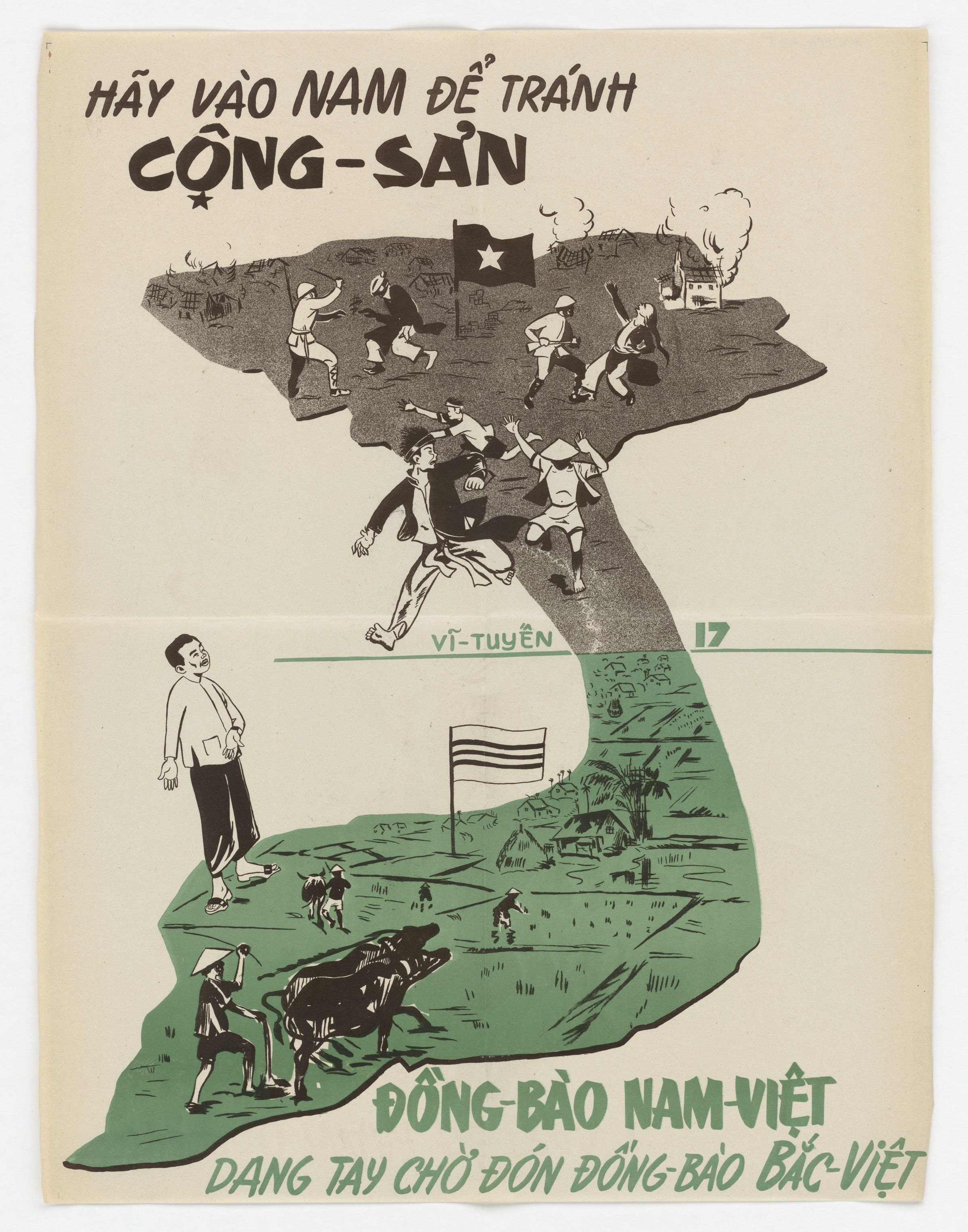
Un poster di propaganda prodotto dall'USIA, che esortava i residenti nordvietnamiti a spostarsi a sud, nel 1954.

Il Presidente Dwight D. Eisenhower fondò la United States Information Agency (USIA) nel 1953, durante le tensioni post-belliche con il mondo comunista note come guerra fredda. La missione dell'USIA era quella di "comprendere, informare e influenzare il pubblico straniero promuovendo l'interesse nazionale e di ampliare il dialogo tra gli americani e le istituzioni statunitensi e le loro controparti estere". l'USIA fu creato "per ottimizzare i programmi oltremare d'informazione del governo statunitense e renderli più efficaci". L'USIA fu la maggiore organizzazione di relazioni pubbliche a pieno servizio nel mondo, costando oltre $2 miliardi l'anno per mettere in luce le vedute degli U.S.A. e nel contempo ridurre quelle dell'Unione Sovietica, in circa 150 diversi Paesi.
I suoi scopi istituzionali erano di spiegare e sostenere le politiche U.S.A. in termini che fossero credibili e significativi presso le culture straniere; di fornire informazioni sulle politiche ufficiali degli Stati Uniti e sulla gente, sui valori e istituzioni che influenzavano tali politiche; ottenere i vantaggi dell'impegno internazionale per i cittadini e le istituzioni americane, aiutandoli a formare relazioni a lungo termine con le loro controparti oltre-oceano e consigliare il Presidente e il governo U.S.A. e gli attori politici sui modi con i quali le attitudini straniere potessero avere un'influenza diretta sull'efficienza delle politiche degli Stati Uniti.
Durante la guerra fredda, alcuni funzionari americani ritenevano che un programma di propaganda fosse essenziale per gli Stati Uniti e le loro culture e politiche nel mondo e per contrastare la propaganda sovietica negativa contro gli USA. Con timori aumentati sull'influenza del comunismo, alcuni americani ritenevano che i film prodotti dall'industria cinematografica di Hollywood, laddove fossero critici verso la società americana, danneggiassero la sua immagine negli altri Paesi. L'USIA "esisteva al fine di fornire una visione del mondo agli Stati Uniti, così come essa forniva al mondo una visione degli Stati Uniti". I film prodotti dall'USIA non potevano, per legge, essere proiettati pubblicamente negli Stati Uniti. Questa restrizione significava anche che gli americani non potevano vedere il materiale, neanche per motivi di studio, presso gli Archivi Nazionali.
All'interno degli Stati Uniti, era inteso che l'USIA assicurasse gli americani che "gli Stati Uniti stavano lavorando per un mondo migliore". All'estero, l'USIA tentava di preservare un'immagine positiva degli Stati Uniti indipendentemente dal quadro negativo che ne faceva la propaganda comunista. Un esempio degno di nota fu il Progetto Pedro (project Pedro). Il progetto, fondato in segreto durante gli anni 1950, girava cinegiornali in Messico, che dipingevano sfavorevolmente il comunismo e positivamente gli Stati Uniti. Articoli riflettenti i punti di vista promossi dall'USIA furono frequentemente pubblicati con firme fittizie, tipo "Guy Sims Fitch".
L'agenzia conduceva regolarmente ricerche sulla pubblica opinione estera a proposito degli Stati Uniti e delle sue politiche, per informarne il Presidente e gli altri uomini politici. Essa conduceva controlli sulla pubblica opinione in tutto il mondo e redigeva una gran varietà di rapporti per i funzionari governativi, compreso un rapporto bigiornaliero sui mezzi di comunicazione di massa stranieri nel mondo.

## Mezzi di comunicazione e divisioni

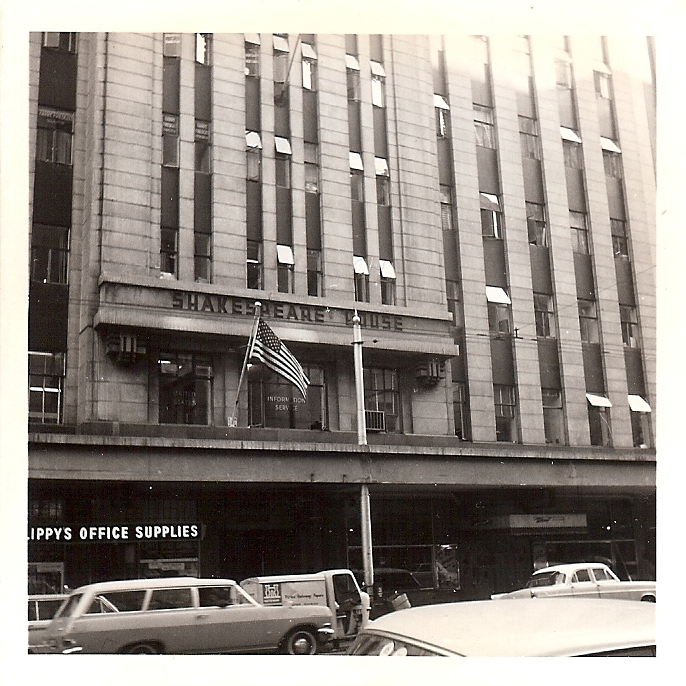
Biblioteca USIA a Johannesburg, Sudafrica, nel 1965, durante il periodo dell'apartheid.

Fin dall'inizio il Presidente Dwight Eisenhower aveva affermato che:
Quattro punti principali furono stabiliti quando l'USIA iniziò i suoi programmi:
- Diffusione d'informazioni via radio
- Biblioteche e mostre
- Servizi stampa
- Servizi cinematografici

Il primo punto tratta la diffusione delle informazioni, sia negli Stati Uniti che nel resto del mondo. La radio fu uno dei mezzi più utilizzati all'inizio della guerra fredda, non essendo allora la televisione ancora ampiamente diffusa. Lo Smith–Mundt Act autorizzava i programmi d'informazione, compresa la Voce dell'america (VOA). La Voce dell'America era considerata una trasmissione equilibrata e non condizionata, trasmissione originata durante la Seconda Guerra mondiale. La VOA veniva utilizzata per "parlare delle cose dell'America... agli ascoltatori che ne erano privi dietro la Cortina di ferro". Nel 1967, la VOA trasmetteva in 38 lingue a oltre 26 milioni di ascoltatori. Nel 1976 la VOA guadagnò la propria "certificazione", richiedendo che le sue notizie fossero imparziali.
Il secondo punto dell'USIA consisteva in biblioteche e mostre. Lo Smith–Mundt Act e il Fulbright–Hays Act of 1961, autorizzarono entrambi scambi culturali e formativi internazionali (compreso il Programma Fulbright). L'USIA organizzava mostre nelle sue biblioteche oltremare per raggiungere persone in altri Paesi. I "Fulbrighters" erano utenti garantiti all'interno del programma di scambi culturali ed educativi dell'USIA. 
Il terzo punto dell'USIA comprendeva i servizi stampa. 
Nei suoi primi due decenni, "l'USIA pubblicò sessantasei riviste, giornali e altri periodici, per un totale di 30 milioni di copie annualmente, in ventotto lingue diverse."
Il quarto punto trattava del servizio cinematografico. Dopo che l'USIA non era riuscita a collaborare con i produttori di Hollywood nel ritrarre gli Stati Uniti d'America in una luce positiva, l'agenzia incominciò a produrre i propri documentari.

### Sforzi educativi e informativi non diffusi via radio
Al momento in cui l'agenzia fu riorganizzata nel 1999, gli sforzi educativi e informativi comprendevano un'ampia gamma di attività, a parte la diffusione via radio, che erano focalizzate in quattro aree. L'agenzia produceva numeroso materiale elettronico e stampato.
- Servizio Informazioni.
- Oratori e Programmi di Specialisti
- Centri d'Informazioni
- Centri stampa esteri

Il suo servizio d'informazioni, The Washington File, doveva provvedere, nelle parole dell'Agenzia:
()
In secondo luogo, l'agenzia gestisce un Programma di oratori e specialisti, che invia americani all'estero per diverse conferenze e ruoli di assistenza tecnica. Questi oratori sono detti "American Participants" o "amparts".
In terzo luogo l'Agenzia gestisce all'estero più di cento "Information Resource Centers"; tra questi vi sono biblioteche ad accesso pubblico nei Paesi in via di sviluppo.
Infine vi sono i centri esteri di stampa dell'USIA a Washington, New York e Los Angeles per "assistere giornalisti residenti o stranieri in visita"; nelle altre maggiori città statunitensi quali Chicago, Houston, Atlanta, Miami e Seattle, l'USIA lavorava cooperando con altri centri stampa internazionali.
Iniziando con la Fiera Mondiale di Bruxelles del 1958, l'USIA diresse progettazione, costruzione e operatività del padiglione U.S.A., che rappresentava gli Stati Uniti alla maggiore Esposizione universale.

## Abolizione e ristrutturazione
La Legge sulla Riforma degli Affari Esteri e della Ristrutturazione del 1998, Divisione G dell'Omnibus Consolidated and Emergency Supplemental Appropriations Act, 1999, abolì effettivamente l'U.S. Information Agency il 1º ottobre 1999. Le sue funzioni di informazione scambi culturali erano raccolte nel Dipartimento di Stato sotto il Sottosegretariato di Stato per la Pubblica Diplomazia e gli Affari Pubblici.
Al momento del suo smantellamento, il budget dell'agenzia era di $1109 miliardi. Dopo la riduzione del personale nel 1997, l'agenzia contava 6352 dipendenti, dei quali circa la metà erano impiegati civili negli Stati Uniti (2521).
Circa 1800 di questi lavorava nella diffusione internazionale, mentre approssimativamente 1100 lavoravano sui programmi educativi e informativi dell'agenzia come il programma Fulbright. I funzionari del Servizio Estero erano circa 1000. Le funzioni di diffusione via radio, compresa la Voice of America, Radio e TV Marti, Radio Free Europe (nell'Europa dell'Est), Radio Free Asia e Radio Liberty (in Russia e in altre zone dell'ex Unione Sovietica), furono consolidate come entità indipendenti sotto il Broadcasting Board of Governors (BBG), che continua a operare indipendentemente dal Dipartimento di Stato. Alla fine degli anni 1990 e all'inizio degli anni 2000, alcuni commentatori qualificarono le trasmittenti statunitensi quali Radio Free Asia, Radio Free Europe e Voce dell'America come propaganda.